# Levocabastină
Levocabastina este un antihistaminic H1 derivat de piperidină, de generația a 2-a, fiind utilizat în tratamentul alergiilor de la nivel ocular, precum conjunctivita alergică. A fost descoperită de către Janssen Pharmaceutica în anul 1979.